# Hardy's dwerguil
De Hardy's dwerguil (Glaucidium hardyi) is een vogel uit de familie van de uilen. Deze vogel is genoemd naar de Amerikaanse ornitholoog John William Hardy (1930-2012).

## Verspreiding en leefgebied
Deze soort komt voor van zuidoostelijk Venezuela tot de Guiana's, Amazonisch Brazilië, zuidoostelijk Peru en Bolivia.